# Christina Hendricks
Christina Rene Hendricks (Knoxville, Tennessee, 3 de maig de 1975) és una actriu estatunidenca coneguda pel seu paper com Joan Holloway en la sèrie de la AMC Mad Men, i com Saffron en la sèrie de Fox Firefly.

## Primeres passes
Hendricks va néixer en Knoxville, Tennessee i va créixer en Twin Falls, Idaho, durant la primària. En 1989, la seva família es va mudar a Fairfax, Virginia, on Hendricks va aparèixer en diverses obres del seu institut i actuacions de la seva comunitat. Va aconseguir el seu primer paper en Junior Musical Playhouse productions, incloent Joseph and the Amazing Technicolor Dreamcoat. Hendricks és rossa natural; però es tenyeix el pèl de roig des que tenia 10 anys.

## Carrera
Com a actriu, Hendricks ha fet un gran nombre d'aparicions televisives en diverses sèries de TV. El seu primer èxit televisiu va ser quan es va convertir en un dels protagonistes de la sèrie Beggars & Choosers. Des de llavors, ha protagonitzat les sèries The Big Time i The Court, al costat de Sally Field i Craig Bierko. També la trama d'advocats Kevin Hill. Ha aparegut en diversos capítols de ER i Firefly i com convidada protagonista en alguns episodis d'Angel, Miss Match, Tru Calling, Presidi Med, Without a Trace, i Las Vegas. Hendricks va protagonitzar South of Pico al costat de Kip Pardue. Ha aparegut en quatre episodis de la sèrie de la NBC titulada Life en el paper d'Olivia.
En 2011 va sortir en Detachment al costat de Adrien Brody, James Caan i Lucy Liu
El seu paper més conegut és el de Joan Holloway, en la sèrie Mad Men, guanyadora en els Emmy i els Globus d'Or de la cadena AMC. La sèrie se centra en les agències de publicitat Novaiorqueses dels anys 60. El personatge de Hendricks és la cap de secretàries de l'agència publicitària Sterling Cooper, que es converteix en mentora d'un grup de noies (secretàries) que han d'enfrontar-se a les floretes descarades i la insensibilitat dels seus companys masculins. Mad Men es va estrenar el 19 de juliol de 2007, i l'any 2012 emet la seva cinquena temporada.

## Vida personal
Hendricks es va casar a l'octubre de 2009 amb el també actor Geoffrey Arend.

## Premis i nominacions
- Guanyadora en 2006 d'un premi SyFy Genre Awards a la "millor convidada especial en televisió" per la seva aparició en l'episodi Trash de la sèrie Firefly.
- Nominada en 2008 per als Premis del Sindicat d'Actors per la seva aparició en Mad Men (2007). Nominació compartida amb Bryan Batt, Anne Dudek, Michael Gladis, Jon Hamm, January Jones, Vincent Kartheiser, Robert Morse, Elisabeth Moss, Maggie Siff, John Slattery, Rich Sommer i Aaron Staton.
- Guanyadora en 2009 d'un premi "Screen Actors Guild Award" per participar en l'esmentada sèrie, "Mad Men" (2008).

## Filmografia
| Any  | Títol                           | Personatge        | Notes           |
| ---- | ------------------------------- | ----------------- | --------------- |
| 1999 | Sorority                        | Fawn              |                 |
| 2007 | La Cucina                       | Lily              |                 |
| 2007 | South of Pico                   | Angela            |                 |
| 2010 | Leonie                          | Catherine         |                 |
| 2010 | Life as We Know It              | Alison Novack     |                 |
| 2011 | Family Tree, TheThe Family Tree | Alicia            |                 |
| 2011 | All-Star Superman               | Lois Lane         | Veu             |
| 2011 | El professor (Detachment)       | Ms. Sarah Madison |                 |
| 2011 | Drive                           | Blanche           |                 |
| 2011 | I Don't Know How She Does It    | Allison           |                 |
| 2012 | Ginger & Rosa                   | Natalie           |                 |
| 2013 | Struck By Lightning             | April             |                 |
| 2013 | From Up on Poppy Hill           | Miki Hokuto       | Veu (en anglès) |
| 2014 | How to Catch a Monster          | Billy             |                 |
| 2014 | God's Pocket                    | Jeanie Scarpato   |                 |
| 2014 | Dark Places                     | Patty Day         |                 |
| 2014 | Fades i Pirates                 | Tsarina           |                 |
| 2016 | The Neon Demon                  |                   |                 |

## Pel·lícules televisives
- Sorority (1999), Fawn.
- The Big Time (2002), Audrey Drummond.
- Hunger Point (2003), Frannie Hunter.

## Aparicions a televisió
- Undressed (1999), Rhiannon.
- Angel (un episodi, 2000).
- Beggars and Choosers (19 episodis, 2000-2001), Kelly Kramer.
- Thieves (1 episodi, "Casino", 2001), Sunday.
- ER (4 episodis, 2002). Joyce Westlake.
- The Court (2002), Betsy Tyler.
- Presidi Med (1 episodi, "Suffer Unto Em the Children...", 2003), Claire.
- Firefly (2 episodis, "Our Mrs. Reynolds" i "Trash", 2002-2003), Yolanda/Saffron/Bridget, abreujat a "Jo-Saf-Bridge" en l'episodi "Trash" (el nom del personatge sempre és un àlies)
- Miss Match (1 episodi, "The Price of Love", 2003), Sarah.
- Tru Calling (1 episodi, "Murder in the Morgue", 2004), Alyssa.
- Kevin Hill (22 episodis, 2004-2005), Nicolette Raye.
- Cold Case (1 episodi, "Colors", 2005), Esther "Legs" Davis 1945.
- Jake in Progress (1 episodi, "The Hot One", 2006), Tanya.
- Without a Trace (1 episodi, "Check Your Head", 2006), Rachel Gibson.
- Las Vegas (1 episodi, "Chaos Theory", 2006), Connie.
- Mad Men (26 episodis, 2007-2008), Joan Holloway.
- Chelsea Lately (1 episodi, "26 July 2008", 2008), ella mateixa.
- Life (4 episodis, "Badge Bunny", "Did You Feel That?", "A Civil War" i "Tear Asunder", 2008), Olivia.
- Tin Star (2017), Elizabeth Bradshaw.